# Körbana

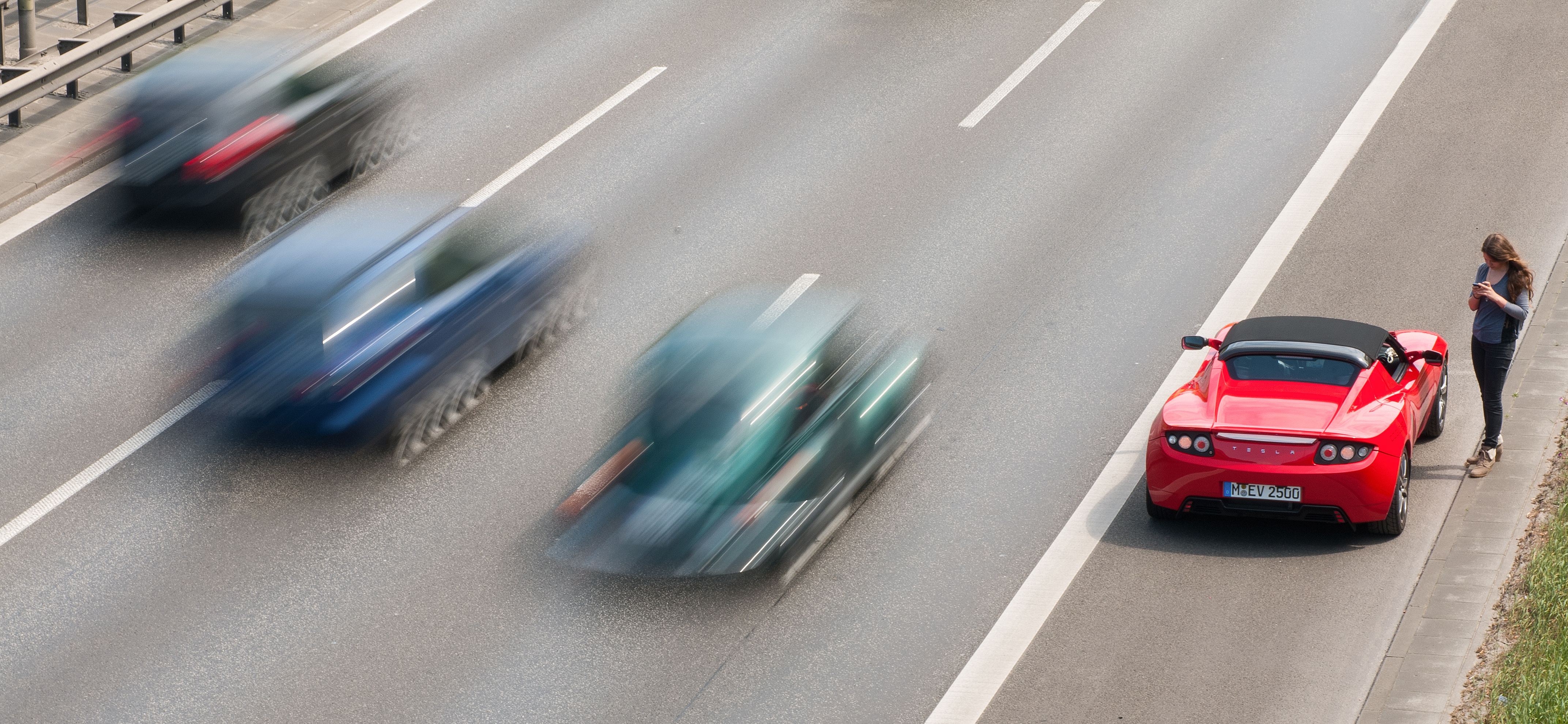

Körbana är den del av en väg där fordonstrafik är tillåten. Körbanan delas in i körfält. Enligt Förordning om vägtrafikdefinitioner (2001:651) är en körbana "En del av en väg som är avsedd för trafik med fordon, dock inte en cykelbana eller en vägren". Om det finns ett mitträcke i asfalten kan det inte anses som avsedd för trafik. Den del där räcket mellan körbanorna sitter, kallas skiljeremsa.
Körbanans svaga lutning mot kanterna kallas (takformigt) tvärfall eller bombering. I kurvor är tvärfallet oftast enkelsidigt och kallas skevning, dosering eller bankning. Mellan raklinje och kurva utförs skevningsövergång. Det är av yttersta vikt att skevningsövergång mot vänsterkurva inte utformas så att tvärfallet är nära 0 procent på avsnitt där även vägens lutning i längdled (backighet; gradient) är nära 0 procent. I annat fall skapas en närmast horisontell vägyta med låg snedlutning, vilket leder till dålig avrinning. Vid regn innebär det att vattenfilmen blir tjock och avrinningssträckan lång, vilket ger hög risk för friktionsrelaterade sladdolyckor. Vintertid ger sådana ytor också stor risk för fläckvis halka. Trafikverket laserskannar vägars skick (gupp, spårdjup, textur m m), tvärfall och linjeföring med profilografmätbilar.